# ها جون
ها جون (کره‌ای: 하준؛ زادهٔ سونگ جون چول در ۳ آوریل ۱۹۸۷) همچنین قبلاً با نام هنری سونگ ها جون نیز شناخته می‌شد، بازیگر اهل کره جنوبی است.

## فیلم‌شناسی

### فیلم سینمایی
| سال  | عنوان                       | نقش                 |
| ---- | --------------------------- | ------------------- |
| ۲۰۱۶ | پسرهایی که فریاد می‌زدند گرگ | کوانگ سوک           |
| ۲۰۱۷ | قانون شکنان                 | کانگ هونگ سوک       |
| ۲۰۱۸ | در روز عروسی تو             | داماد هوانگ سونگ هی |
| ۲۰۱۹ | داستان‌های دختران            | هان نام             |
| ۲۰۲۰ | فستیوال                     | کیونگ مان           |
| ۲۰۲۲ | قانون شکنان ۲               | کانگ هونگ سوک       |

### مجموعه تلویزیونی
| سال       | عنوان               | نقش                        | منابع |
| --------- | ------------------- | -------------------------- | ----- |
| ۲۰۱۳      | تو کیستی؟           | لی وو سوک                  |       |
| ۲۰۱۴      | سه روز              | گارد ریاست‌جمهوری           |       |
| ۲۰۱۴      | گپ دونگ             | نا دو هیونگ                |       |
| ۲۰۱۴      | رسوایی چونگ‌دام دونگ | دونگ بین                   |       |
| ۲۰۱۵      | شش اژدهای پرنده     | ریو مون سانگ               |       |
| ۲۰۱۸      | رادیو عاشقانه       | کیم جون وو                 |       |
| ۲۰۱۸      | بد پاپا             | لی مین وو                  |       |
| ۲۰۱۹      | سرگذشت آسدال        | تا چو گان                  |       |
| ۲۰۱۹      | سگ سیاه             | دو یون-وو                  | [ ۲ ] |
| ۲۰۲۰      | اس‌اف۸               | الهه توتلار (قسمت: «چشمک») |       |
| ۲۰۲۰–۲۰۲۳ | گمشده: آن سوی دیگر  | شین جون هو                 | [ ۳ ] |
| ۲۰۲۱      | های کلس             | دنی اوه / اوه سون سانگ     | [ ۴ ] |
| ۲۰۲۲      | عشق دیوانه‌وار       | اوه سه گی                  | [ ۵ ] |
| ۲۰۲۲      | دادستان بد          | اوه دو هوان                | [ ۶ ] |
| ۲۰۲۳      | مقدر شده با تو      | کوان جه کیونگ              |       |
| ۲۰۲۳      | زندگی مستقل هیو شیم | کانگ ته هو                 |       |

## تئاتر
| سال  | عنوان      | نقش | منابع |
| ---- | ---------- | --- | ----- |
| ۲۰۱۲ | زوج فانتزی |     |       |

## جوایز و نامزدی‌ها
| سال  | مراسم جوایز                       | دسته                                              | اثر نامزد شده | نتیجه    | منابع       |
| ---- | --------------------------------- | ------------------------------------------------- | ------------- | -------- | ----------- |
| ۲۰۱۸ | سی و هفتمین جوایز درامای ام‌بی‌سی   | جایزه برتر، بازیگر مرد در مینی‌سریال دوشنبه-سه‌شنبه | بد پاپا       | نامزدشده |             |
| ۲۰۱۸ | سی و هفتمین جوایز درامای ام‌بی‌سی   | بهترین بازیگر تازه‌کار مرد                         | بد پاپا       | نامزدشده |             |
| ۲۰۲۱ | هشتمین جشنواره فیلم گل وحشی       | بهترین بازیگر تازه‌کار مرد                         | فستیوال       | نامزدشده | [ ۷ ]       |
| ۲۰۲۱ | سی‌امین جوایز فیلم بوایل           | بهترین بازیگر تازه‌کار مرد                         | فستیوال       | برنده    | [ ۸ ] [ ۹ ] |
| ۲۰۲۱ | چهل و دومین جوایز فیلم اژدهای آبی | بهترین بازیگر تازه‌کار مرد                         | فستیوال       | نامزدشده | [ ۱۰ ]      |